# Nassauzaal (Breda)

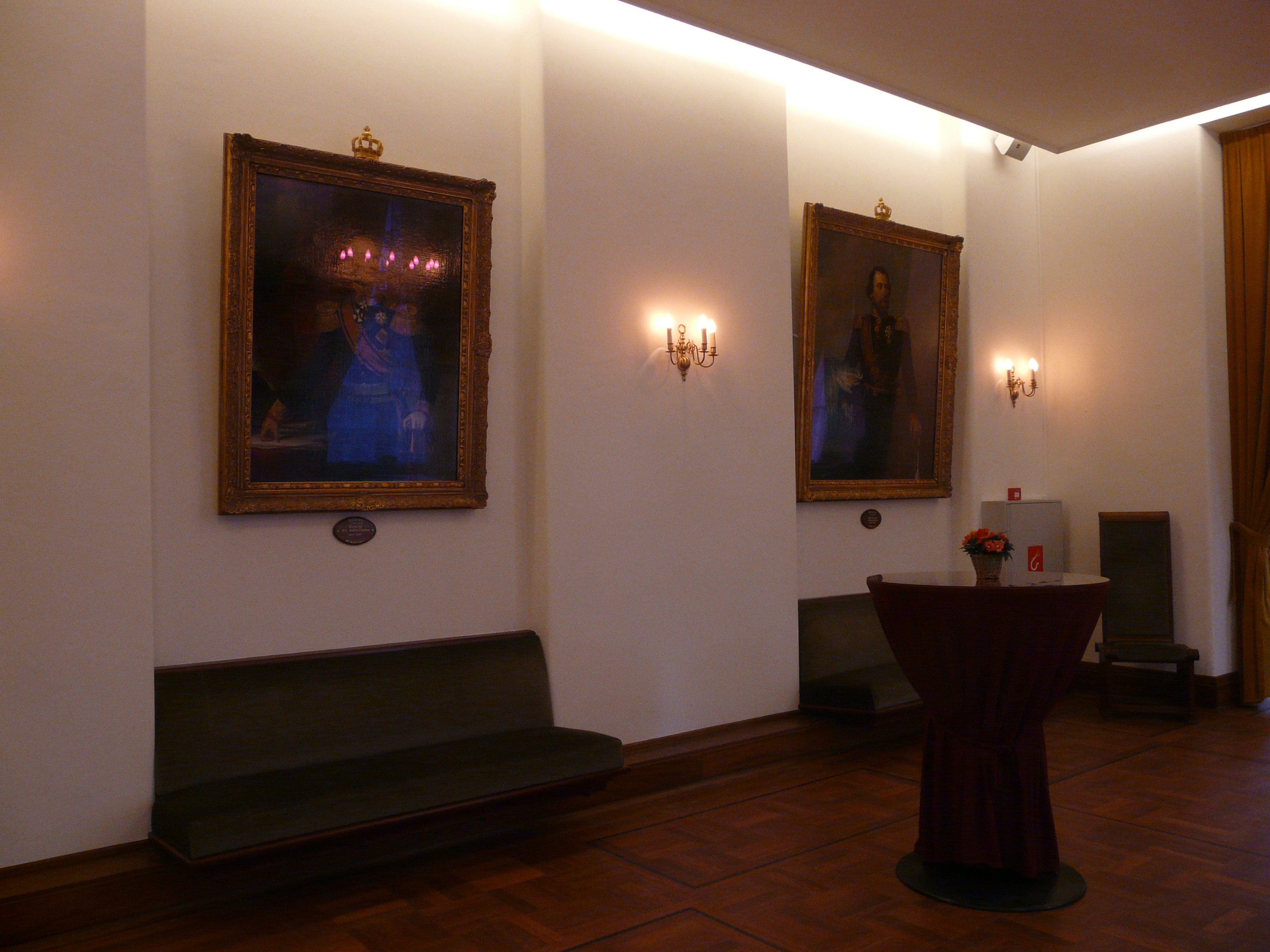
Eerste stuk Nassauzaal

De Nassauzaal is een zaal in het Kasteel van Breda en is de ontvangstruimte van de Gouverneur voor officiële gelegenheden. Er hangen schilderijen van leden van het Koninklijk Huis.

## Indeling
Bij de ingang staat een buste van koningin Wilhelmina. In het eerste stuk van de Nassauzaal hangen de geschilderde portretten van de koningen van Nederland zoals:
- Maurits
- Koning Willem I
- Willem van Oranje

In het tweede stuk van de Nassauzaal hangen de geschilderde portretten van de koninginnen, zoals:
- Koningin Emma
- Koningin Wilhelmina
- Koningin Juliana
- Koningin Beatrix

De Nassauzaal is niet altijd vrij toegankelijk.